# Acantholespesia
Acantholespesia – rodzaj muchówek z rodziny rączycowatych (Tachinidae).

## Wybrane gatunki
- A. comstocki (Williston, 1889)[2]
- A. signata (Aldrich and Webber, 1924)[2]
- A. texana (Aldrich and Webber, 1924)[2]